# آندریس روبینس
آندریس روبینس (لتونیایی: Andrejs Rubins; ۲۶ نوامبر ۱۹۷۸ – ۱ اوت ۲۰۲۲) بازیکن فوتبال اهل لتونی بود.
از باشگاه‌هایی که در آن بازی کرده‌است می‌توان به باشگاه فوتبال قره‌باغ، باشگاه فوتبال شماخی، باشگاه فوتبال اوسترش، باشگاه فوتبال سیمرغ زاقاتالا، باشگاه فوتبال اسپارتاک مسکو، باشگاه فوتبال شینیک یاروسلاول، باشگاه فوتبال لیپایاس متالورگس، باشگاه فوتبال اسکونتو، باشگاه فوتبال آئودا، و باشگاه فوتبال کریستال پالاس اشاره کرد.
وی همچنین در تیم ملی فوتبال لتونی بازی کرده‌است.